# Wungurejo
Wungurejo is een bestuurslaag in het regentschap Kendal van de provincie Midden-Java, Indonesië. Wungurejo telt 2114 inwoners (volkstelling 2010).